# Utánam az özönvíz (kisjátékfilm)
Az Utánam az özönvíz az 1970-es évek elején készített didaktikus magyar kisjátékfilm az országúti vagányságról, a felelőtlen vezetésről és annak következményeiről Sztankay István főszereplésével. A film pontos készítési ideje nem ismert, a benne látható autótípusok alapján kb. 1972.

## Cselekmény
Hajdú József egy fuvarozási vállalatnál tehergépkocsi-vezető. Vagány, az országút urának érzi magát ZIL teherautóján. A szabályokat, sebességkorlátokat igen lazán kezeli. 
Egy alkalommal rakodni küldik egy vasútállomásra, ám előtte még vagy tíz teherautó áll, több óra múlva fog csak sorra kerülni. Egy férfi megszólítja, hogy vállalna-e addig egy kis feketefuvart, csempét és szaniterárut kéne elvinni, nem lesz hálátlan. Az üzlet megköttetik. 
Hajdú ámokfutó módjára vezet, minden szabályt figyelmen kívül hagyva száguld, veszélyesen előzget, az úton haladó egyéb járműveket és kerékpárosokat semmibe veszi és gúnyosan leszólja. Míközben rágyújt egy cigarettára, halálra gázol egy kerékpárost. Nem áll meg, az utasának azt hazudja, hogy csak súrolta, a tükörből látja is, hogy már kel fel az útról. Továbbra is padlógázzal hajt, emiatt egy eléhajtó munkagép előtt nem bír megállni, félrerántja a kormányt, az útpadkára csúszik, a rögzítetlen szaniteráruk összetörnek. Mikor az utasa kártérítést követel tőle összeveri, a törött szanitereket lehajigálja a kocsiról, majd elhajt.
A gázolásnál betört az egyik fényszórója és más sérülés is keletkezett, ami ellene szóló bizonyíték. Egy mellékútnál szándékosan megrongálja a féket, utána belehajt egy romos téglafalba, majd felhívja a vállalatot, hogy küldjenek vontatót, mert fékhiba miatt nem tudott megállni és balesetet szenvedett. A járművet a telephelyre vontatják, majd a vállalat balesetvizsgálója megállapítja, hogy túlhúztak egy csővégződést, ami miatt szakadás következett be, tehát a vállalat szerelője a hibás. Hajdú fellélegezhet. Megjegyzendő, hogy ilyen eset légfékes ZIL járművel valójában nem fordulhat elő, mert a levegő elszökése esetén a kerék azonnal leblokkol és légfeltöltés nélkül vontatni sem lehet.
Másnap egy másik ZIL-lel indul fuvarra, de mintha mi sem történt volna, tovább folytatja az országúti vagánykodást. Előbb egy ismerősét, majd egy stoppos lányt vesz fel. Mivel a fuvarra bőven van idő, megállnak egy csárdánál lazítani. Fizeti a többiek italát, közben a lánynak előadja a nagymenőt, akinek mindig minden sikerül. Ezalatt a rendőrség felkeresi a vállalatot, ahol tájékoztatást kapnak egy fékhiba miatt az előző napon balesetet szenvedett teherautóról. Ők is megvizsgálják, ekkor  kiderül, a megszakadt végződésnél friss sérülésnyom van, ami nem a szerelő szerszámától keletkezett, tehát a túlhúzás szándékos volt. 
A rendőrség a csárdánál éri be a ZIL-t. A felháborodott szerelő számonkéri Hajdú vádaskodását, de a fék megrongálása még nem elegendő bizonyíték a gázolásra. Ekkor behívják a megvert és a kocsiról lezavart, törött kezű férfit, aki a halálos balesetet a tévében látva vállalta a tanúskodást. Hajdút letartóztatják, országúti ámokfutása végetért.

## Szereplők
- Sztankay István: Hajdú József, vagány teherautósofőr
- Gyenge Árpád: a szaniteráru tulajdonosa
- Detre Annamária: stoppos lány
- Kelemen Éva:
- Almási Albert
- Tyll Attila: nyomozótiszt
- Tándor Lajos
- Láng József: nyomozótiszt
- Horesnyi László
- Prókay István